# Guerra de Dhofar
La guerra de Dhofar o rebelión de Dhofar fue un intento de revolución iniciado en la provincia homónima contra el Sultanato de Mascate y Omán, que contó con el apoyo británico, de 1962 a 1975. Terminó con la derrota de los rebeldes, pero el estado de Omán tuvo que ser radicalmente reformado y modernizado para hacer frente a la campaña.
Los grupos armados rebeldes eran de ideología marxista-leninista que buscaban derrocar al régimen conservador del sultán Said bin Taimur, quién fue depuesto y sucedido por su hijo Qabus bin Said Al Said por un golpe de Estado en 1970. Hasta 1968 los rebeldes lograron sus mayores éxitos, apoderándose de gran parte de la provincia de Dhofar, pero entonces la ayuda británica y de los demás estados árabes se hizo masiva ante el peligro revolucionario en Medio Oriente. A esto se sumó que durante la década de los 1970 los altos precios del petróleo permitieron al gobierno comprar más armamento y poder vencer a los rebeldes, que empezaron a rendirse en masa y muchos de sus líderes se pasaron al bando del gobierno, en 1970 se rindieron 2.000 y en 1973 otros 1.000.
El temor a una revolución comunista llevó al despliegue de tropas británicas, iraníes y jordanas, sin las cuales la monarquía no habría podido resistir.